# David Unsworth
David Unsworth (Chorley, 16 ottobre 1973) è un allenatore di calcio ed ex calciatore inglese, di ruolo difensore.

## Caratteristiche tecniche

### Giocatore
Terzino sinistro, può adattarsi a difensore centrale. Era ribattezzato Rhino per il suo gioco molto fisico. Buon rigorista.

### Allenatore
Nei pochi incontri con il Preston North End ha usato spesso il 4-4-2.

## Carriera

### Giocatore

#### Everton e West Ham
Cresce nell'Everton, società nella quale trascorre i suoi primi anni di carriera: tra il 1991 e il 1997 coglie la FA Cup e la Supercoppa inglese nel 1995. Nell'estate del 1997, dopo aver totalizzato 133 presenze tra incontri di campionato e di coppa, si trasferisce al West Ham. Esordisce proprio contro il suo ex Everton, incontro perso 2-1, siglando la prima rete contro il Crystal Palace (4-1). Dopo aver trascorso la prima stagione a Londra, la famiglia di Unsworth non riesce a stabilirsi nella capitale londinese, perciò Unsworth cerca una società più vicina al Merseyside: invece di raggiungere il Merseyside, Unsworth accetta un'offerta dall'Aston Villa che lo paga 3 milioni di sterline (circa 4,6 milioni di euro), ma la famiglia non riesce a trovare casa neanche a Birmingham. Nel mese di agosto del 1998 l'Everton acquista le prestazioni di Unsworth per 3 milioni di sterline, la stessa cifra incassata dal West Ham nei confronti dell'Aston Villa.

#### Il secondo periodo nel Merseyside
Al suo ritorno a Liverpool, Unsworth diviene uno dei titolari fissi della difesa dei Toffees andando a segno in diverse occasioni durante gli anni, soprattutto su rigore. Il 17 febbraio 1999 firma il 5-0 contro il Middlesbrough segnando su azione e nella stagione seguente sigla sei reti tirando dagli undici metri: ne mette a segno due contro il Tottenham, partita persa 3-2. Realizza altri dieci penalty nelle successive quattro stagioni.
Al termine della stagione 2003-2004 non riesce a trovare un accordo con la dirigenza per il prolungamento del contratto, svincolandosi a parametro zero. Termina la sua esperienza con l'Everton totalizzando 304 presenze in Premier League e 35 reti.

#### Gli ultimi anni
In seguito veste le maglie di Portsmouth, Ipswich Town, Sheffield United, Wigan e Huddersfield Town, mettendo a segno altri quattro penalty (due per il Portsmouth, uno a testa per Sheffield United e Wigan) e appendendo gli scarpini al chiodo alla fine della stagione 2008-2009.

#### Nazionale
Dopo aver giocato con l'Under-21, esordisce il 3 giugno 1995 con la Nazionale maggiore a Londra contro il Giappone (2-1).

### Allenatore
Nella stagione 2009-2010 entra nello staff del Preston North End, squadra che guida per brevi periodi nelle stagioni 2010-2011 e 2011-2012. In seguito si trasferisce allo Sheffield United, dove inizialmente gli viene affidata la squadra giovanili e in seguito va in panchina ad affiancare Chris Morgan e Danny Wilson.
Dal 9 settembre 2013 è il vice allenatore dell'Under-21 dell'Everton. Il 24 ottobre 2017, in seguito all'esonero di Ronald Koeman, viene nominato allenatore ad interim della prima squadra. Rimane il tecnico dei Toffees sino al 30 novembre, giorno in cui il club mette sotto contratto Sam Allardyce.

## Statistiche

### Cronologia presenze e reti in nazionale
| Cronologia completa delle presenze e delle reti in nazionale ― Inghilterra | Cronologia completa delle presenze e delle reti in nazionale ― Inghilterra | Cronologia completa delle presenze e delle reti in nazionale ― Inghilterra | Cronologia completa delle presenze e delle reti in nazionale ― Inghilterra | Cronologia completa delle presenze e delle reti in nazionale ― Inghilterra | Cronologia completa delle presenze e delle reti in nazionale ― Inghilterra | Cronologia completa delle presenze e delle reti in nazionale ― Inghilterra | Cronologia completa delle presenze e delle reti in nazionale ― Inghilterra |
| Data                                                                       | Città                                                                      | In casa                                                                    | Risultato                                                                  | Ospiti                                                                     | Competizione                                                               | Reti                                                                       | Note                                                                       |
| -------------------------------------------------------------------------- | -------------------------------------------------------------------------- | -------------------------------------------------------------------------- | -------------------------------------------------------------------------- | -------------------------------------------------------------------------- | -------------------------------------------------------------------------- | -------------------------------------------------------------------------- | -------------------------------------------------------------------------- |
| 3-6-1995                                                                   | Londra                                                                     | Inghilterra                                                                | 2 – 1                                                                      | Giappone                                                                   | Amichevole                                                                 | -                                                                          |                                                                            |
| Totale                                                                     |                                                                            | Presenze                                                                   | 1                                                                          |                                                                            | Reti                                                                       | 0                                                                          |                                                                            |

## Palmarès

### Giocatore

#### Competizioni nazionali
- Coppa d'Inghilterra: 1

Everton: 1994-1995
- Charity Shield: 1

Everton: 1995